# 四平市农业科学院
四平市农业科学院是吉林省四平市人民政府农业委员直属的事业单位。其所在地区，以四平农科院之名列为公主岭市类似乡级单位。

## 行政区划
下辖以下地区：四平农科院虚拟生活区。